# Pedio tou Areos
Pedio tou Areos (griechisch Πεδίον του Άρεως) ist der größte öffentliche Park im Verwaltungsbezirk von Athen, Griechenland. Der Park wurde nach Ares, dem antiken griechischen Gott des Krieges, benannt. Er erstreckt sich über eine Fläche von etwa 27,7 Hektar und liegt im Stadtteil Kypseli an der Leoforos Alexandras, nahe dem Viktoria-Platz und dem Athens Polytechnic. Pedio tou Areos dient als Erholungsgebiet für die Athener Bevölkerung und Besucher der Stadt und ist auch Veranstaltungsort für kulturelle und soziale Events, darunter Konzerte, Theateraufführungen und Open-Air-Kino.

## Geschichte

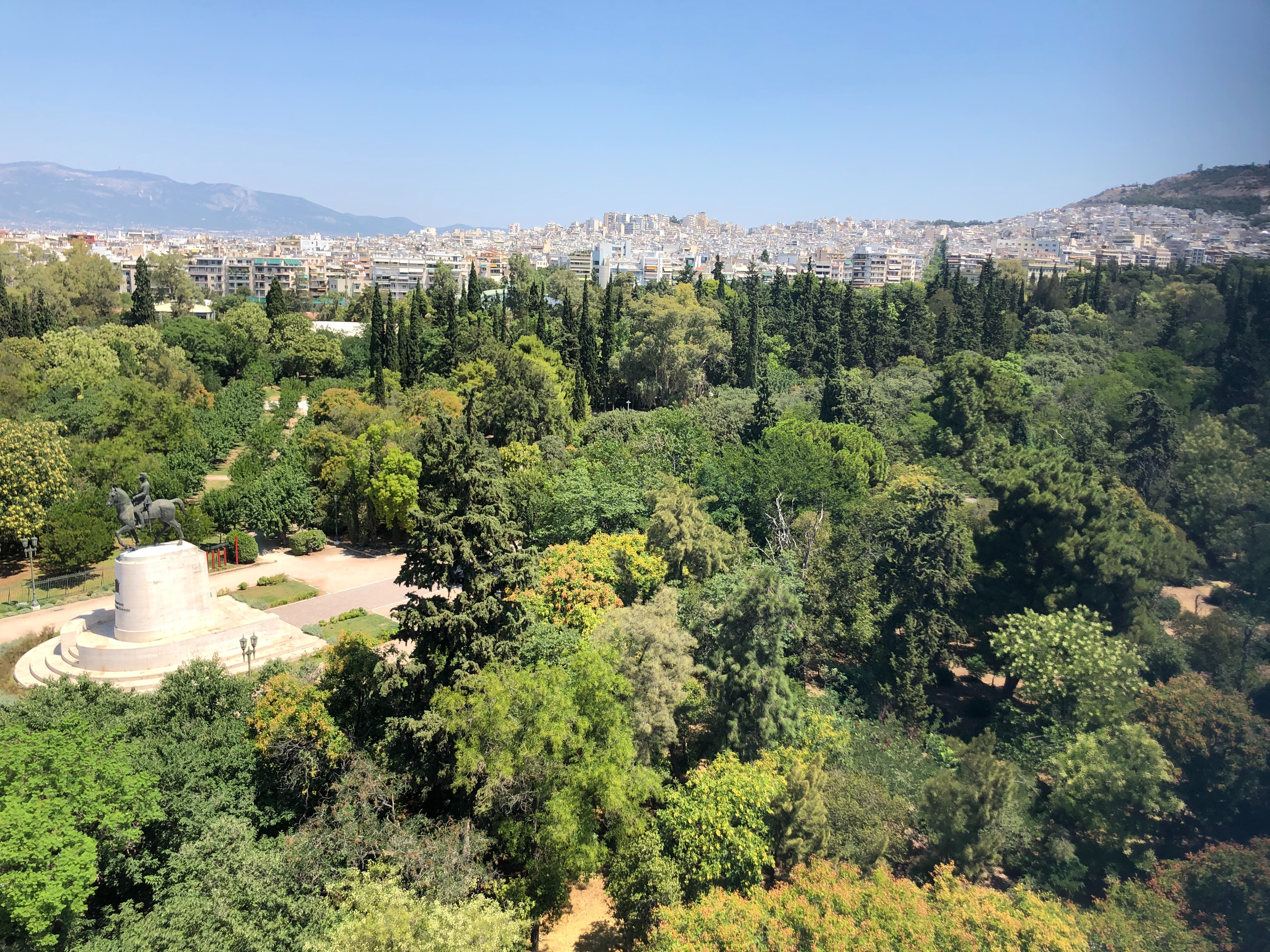
Blick über den Park

Der ca. 1 km nördlich des Athener Zentrums liegende Park wurde 1934 in Erinnerung an die Helden des griechischen Unabhängigkeitskrieges gegen das Osmanische Reich angelegt. Die ursprüngliche Gestaltung des Parks erfolgte nach den Plänen des Architekten und Stadtplaners Alexandros Tombazis. In den folgenden Jahrzehnten wurde der Park mehrfach umgestaltet und erweitert.
In den 2000er Jahren wurde Pedio tou Areos einer umfassenden Renovierung unterzogen, um die Infrastruktur zu verbessern und den Park attraktiver und sicherer für die Öffentlichkeit zu gestalten. Die Renovierungsarbeiten umfassten die Erneuerung der Wege, die Installation von Beleuchtung und Sicherheitssystemen sowie die Schaffung neuer Spielplätze und Erholungsbereiche.

## Gestaltung und Sehenswürdigkeiten
Der Park ist für seine weiten Grünflächen, schattigen Wege und verschiedene Statuen und Denkmäler bekannt. Dazu gehören u. a. die Statue von König Konstantin I. sowie die Büsten von Helden des griechischen Unabhängigkeitskrieges, wie z. B. Theodoros Kolokotronis, Georgios Karaiskakis, Domna Visvizi oder Andreas Miaoulis. Ebenfalls im Park befindet sich die Kirche des Heiligen Charalambos. Eine kleine Kirche im byzantinischen Stil, die oft für Hochzeiten und Taufen genutzt wird.
Angeregt von den Behörden unterstützte die Onassis Foundation, nachdem 2021 und 2022 zwei ihrer kulturellen Veranstaltungen im Park stattgefunden hatten, eine neue Begrünung des Parks mit über 3700 neuen Pflanzen.

## Flora und Fauna
Der Park beherbergt eine Vielzahl von Pflanzenarten, darunter Pinien, Kiefern, Zypressen, Eichen und Olivenbäume. Er bietet auch Lebensraum für verschiedene Vogelarten, Schmetterlinge und andere kleine Tiere. 

## Zugang und Öffnungszeiten
Pedio tou Areos ist das ganze Jahr über geöffnet und frei zugänglich. 2018 galten folgende Öffnungszeiten: für den Winter (vom 1. Oktober bis 30. April) von 6 Uhr bis 19 Uhr und für den Sommer (1. Mai bis 30. September) von 6 Uhr bis 21.30 Uhr. Der Park ist gut an das öffentliche Verkehrsnetz angebunden und kann leicht mit der U-Bahn Linie1, mit mehreren Buslinien oder zu Fuß erreicht werden. Der Hauptzugang befindet sich an der Mavromateon Straße, nahe dem Viktoria-Platz.

## Galerie

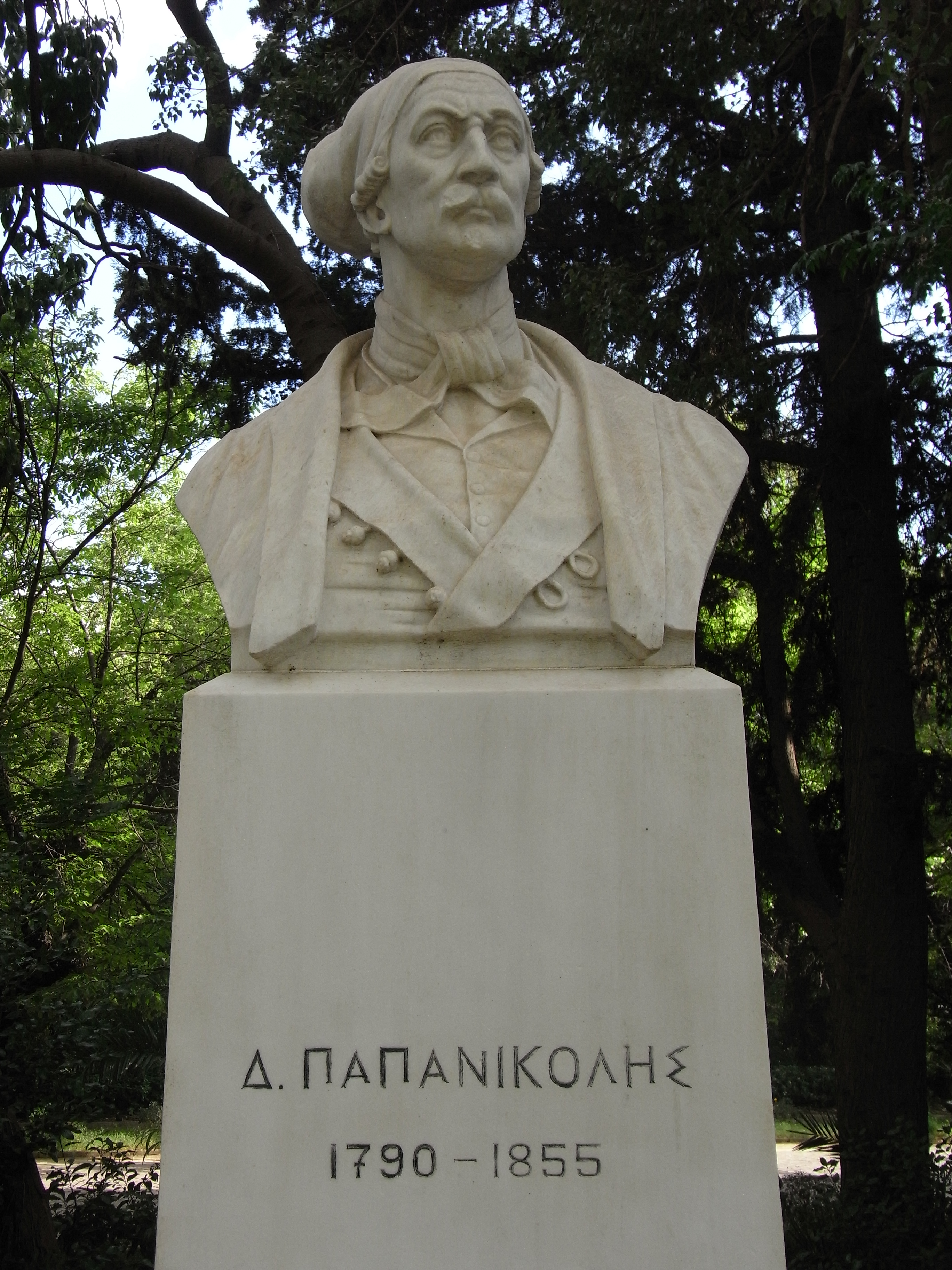
Büste von Dimitrios Papanikolis
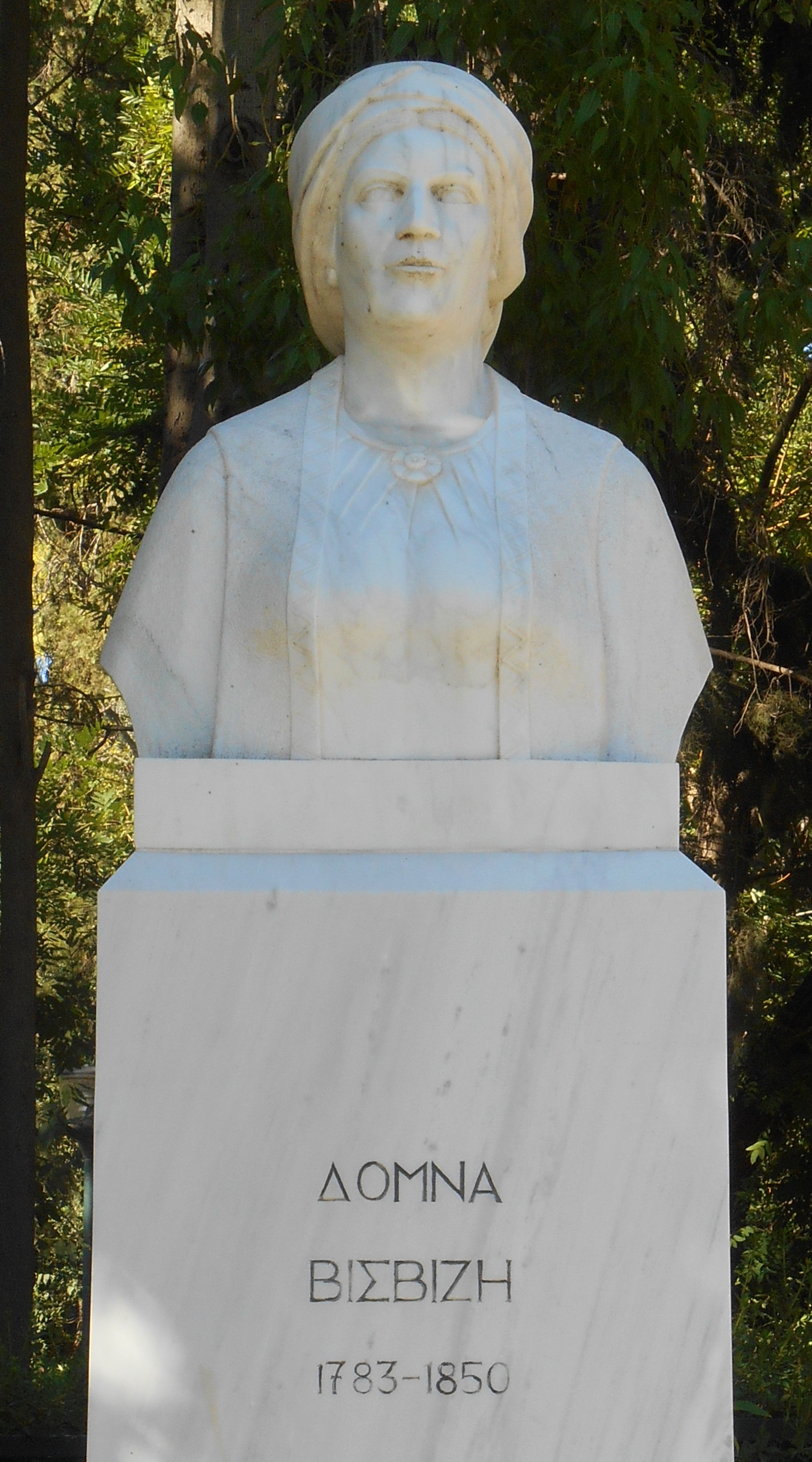
Büste von Domna Visvizi
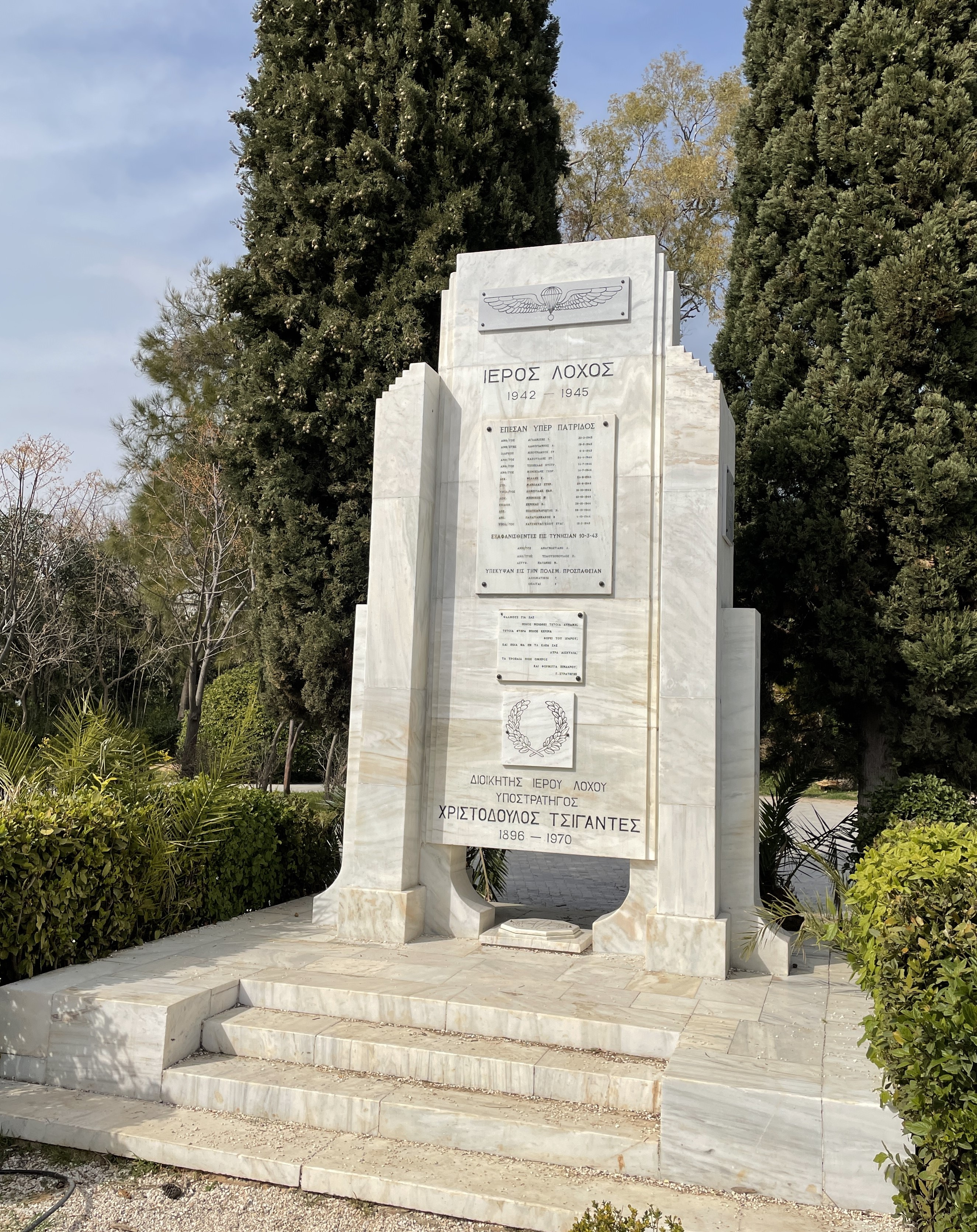
Marmorerinnerungstafel im Pedio tou Areos
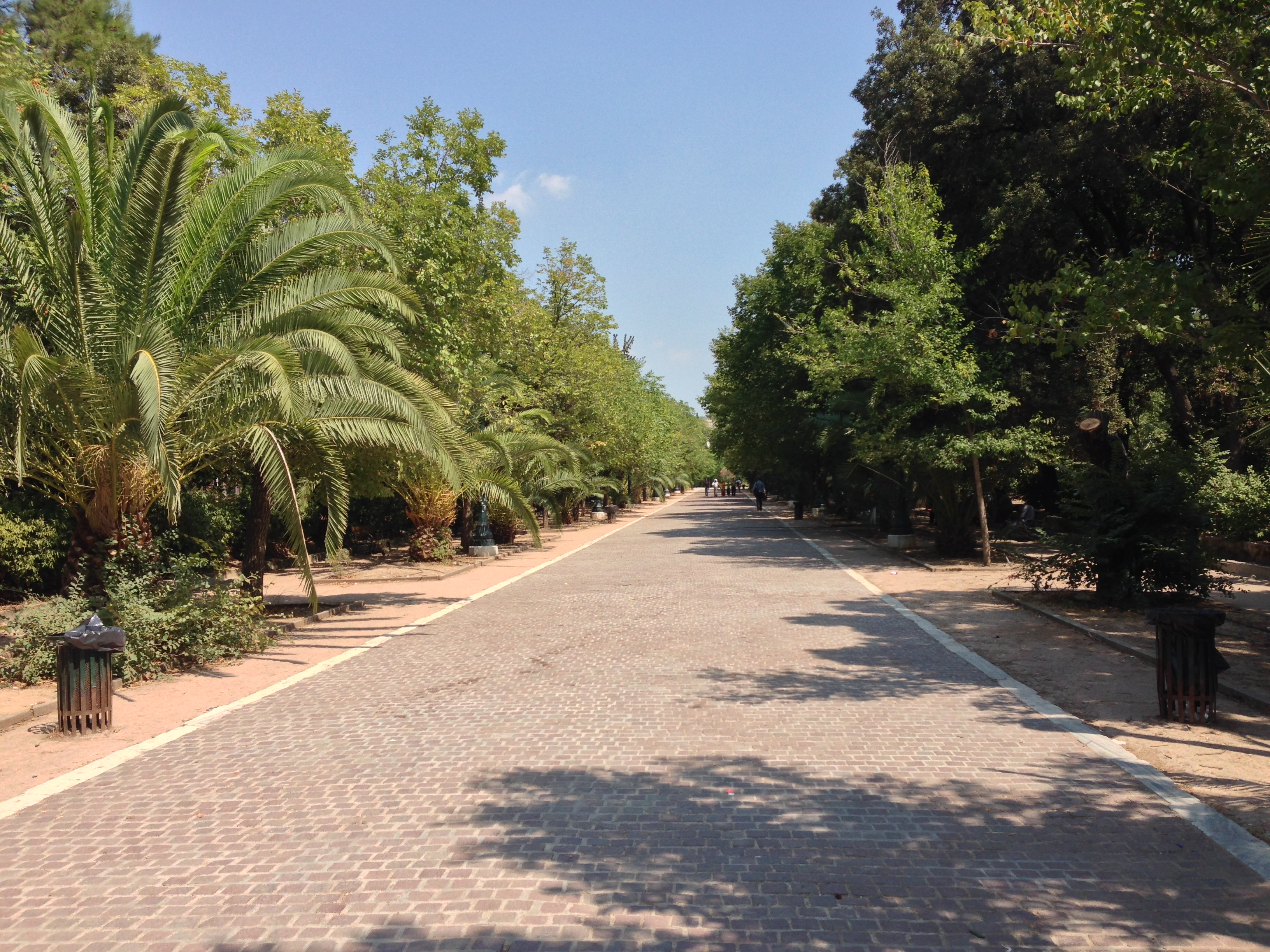
Allee im Pedio tou Areos 2014
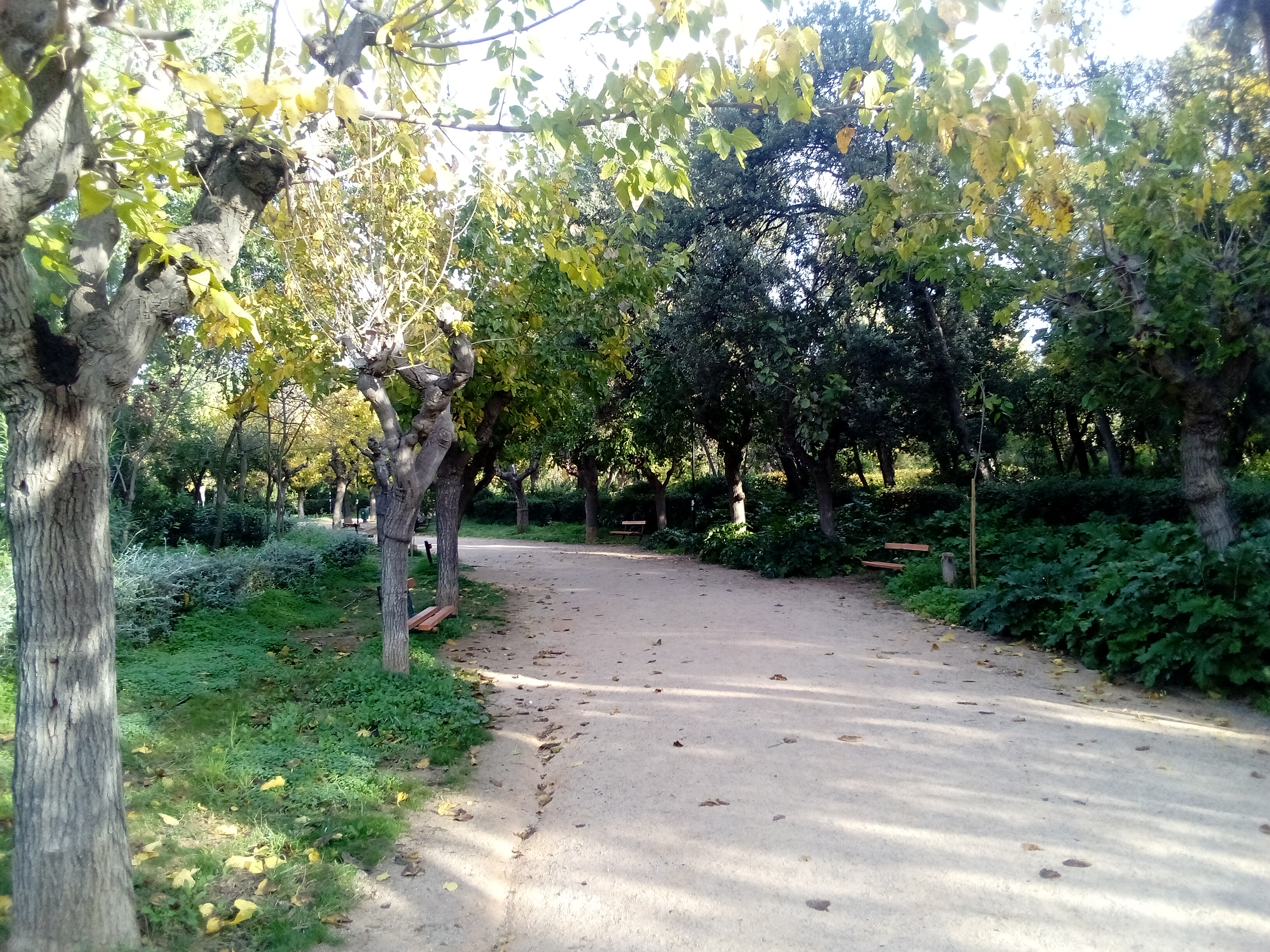
Weg im Pedio tou Areos 2023